# Reginald George Cavell
 (juillet 2017).
Si vous disposez d'ouvrages ou d'articles de référence ou si vous connaissez des sites web de qualité traitant du thème abordé ici, merci de compléter l'article en donnant les références utiles à sa vérifiabilité et en les liant à la section « Notes et références ».
Reginald George Cavell (27 février 1894 - 19 janvier 1967) est un diplomate canadien. 
Né dans le Hampshire, en Angleterre, il s’enrôla tout d’abord dans l’armée britannique où il rejoignit la cavalerie en poste aux Indes en 1913. Blessé en Mésopotamie lors de la Première Guerre mondiale, il retourna en Birmanie après le conflit mondial, puis dirigea un ranch en Afrique du Sud avant d’être embauché par la International Telephone Company de Londres dont il dirigea les opérations en Chine et au Japon à partir de 1932. Émigrant au Canada en 1934 pour organiser et implanter une succursale de cette compagnie, il devint le vice-président de la branche canadienne. Le gouvernement canadien le nommera responsable de l’administration de la division des communications et des ressources électroniques au Département du Commerce et de l’Industrie. Nommé Haut-commissaire à Ceylan en 1957, il se retira en 1961.